# 克萊鎮區 (密蘇里州羅爾斯縣)
克萊鎮區（英語：Clay Township）是位於美國密蘇里州羅爾斯縣的一個行政鎮區。

## 地方資料
克萊鎮區的面積為142.00平方千米，當中陸地面積為140.77平方千米，而水域面積為1.23平方千米。根據2020年美國人口普查的數據，當地共有人口2746人，而人口密度為每平方千米19.34人。